# Désiré Dondeyne
 (février 2015).
Si vous disposez d'ouvrages ou d'articles de référence ou si vous connaissez des sites web de qualité traitant du thème abordé ici, merci de compléter l'article en donnant les références utiles à sa vérifiabilité et en les liant à la section « Notes et références ».
Desiré Dondeyne, né le 20 juillet 1921 à Laon et mort le 12 février 2015  à Clamart, est un chef d'orchestre et compositeur français, connu pour ses enregistrements des marches militaires. Il a formé de nombreux musiciens spécialisés dans la musique militaire et d'harmonie.

## Biographie
Désiré Dondeyne commence ses études musicales au conservatoire de Lille et arrive à Paris en 1936 en qualité de clarinette solo de la toute nouvelle Musique de l'air. Il étudie l'écriture au Conservatoire national de musique et d'art dramatique dans la classe de Tony Aubin. Il remporte sept premiers prix au conservatoire. En 1954, il est nommé chef de la Musique des gardiens de la paix, considérée à l'époque comme une formation de second rang, mais qu'il a hissé au niveau des plus illustres formations musicales militaires françaises. Il suscite tout un répertoire d'œuvres originales qu'écrivent à son intention Darius Milhaud, Marcel Landowski, Jacques Ibert, Louis Durey, etc.
Chevalier de la Légion d'honneur, Désiré Dondeyne est président honoraire de l'Union des fanfares de France (UFF) et membre du Comité d'honneur de la Confédération Musicale de France. Il ne cesse d'encourager les musiciens amateurs à progresser et à défendre une certaine idée de la pratique française, notamment des harmonies et fanfares. Lors de son départ de la présidence active de l'UFF en 2014, un vibrant hommage lui avait été rendu, avec présence de musiciens de l'harmonie des mineurs de Lallaing, dans le Nord, venus en tenue de mineur lui rappeler son enfance dans le bassin minier où il fit ses premières armes.
Désiré Dondeyne est le père de Marc Dondeyne, hautboïste et arrangeur,.

## Compositions
Le nombre des œuvres de Désiré Dondeyne s'élève à 409, il a écrit pour flute, basson, trompette , cor anglais, cor , trombone, saxophone, quintette de cuivres, quintette à vent :
- Suite pour 4 trombones ;
- Quatuor de saxophones ;
- Concerto lyrique, pour saxophone alto et orchestre d'harmonie ;
- Quintette pour clarinette basse et quatuor à cordes ;
- Concerto pour trompette ;
- plusieurs pièces pour harpe : Visions orientales, Quatre Préludes, Le Village sous la mer, Quintette pour harpe solo et quatuor à cordes, Triptyque[5].

Œuvres pour clarinette et piano :
- Triptyque ;
- Menuet ;
- Ritournelle.

Les œuvres importantes pour orchestre d'harmonie :
- Symphonie no 4 ;
- In Memoriam Stravinsky ;
- Hommage à Serge Lancen ;
- Trois pièces pour orchestre.

## Élèves de Désiré Dondeyne
- Isabelle Duha
- Jean-Marie Raymond
- Roland Dyens
- Marissa Marchant
- Jean-Claude Mazure
- Olivier Guion
- Alexandre Carlin
- Jacky Thérond
- Marc Dondeyne
- Omar Meguenni
- Gilles Herbillon
- Christophe LEFEVRE
- Jean-Louis Couturier
- Jean Yves Lecocq
- David Langlet

## Enregistrements
Avec l'orchestre des Gardiens de la paix, Désiré Dondeyne enregistre plus de 100 disques, principalement des œuvres de circonstances se situant de la Révolution à nos jours. 
- Symphonie funèbre et triomphale - Chant funéraire, batterie de la fanfare des Gardiens de la paix de Paris. Compositeurs : Hector Berlioz, Gabriel Fauré.
- Symphonie funèbre et triomphale - Dionysiaques. Compositeurs : Hector Berlioz, Florent Schmitt, Charles Koechlin.
- Grande Symphonie funèbre - Ouvertures - Troyens, batterie de la fanfare des Gardiens de la paix de Paris. Compositeur : Hector Berlioz.
- Prométhée. Compositeur : Gabriel Fauré.
- À la recherche de Charles Koechlin (quelques archives). Compositeur : Charles Koechlin.